# Petrosaltator rozeti
Elephantulus rozeti · Macroscélide de Rozet
Genre
Espèce
Statut de conservation UICN

 LC  : Préoccupation mineure
Petrosaltator rozeti, le Macroscélide de Rozet, est une espèce de rats à trompe de la famille des Macroscelididae. Les rats à trompe sont de petits mammifères insectivores africains gris-brun à museau pointu.

## Taxinomie
L'espèce était récemment encore classée dans le genre Elephantulus. Mais en 2003, une phylogénie moléculaire publiée pour examiner le rôle du désert du Sahara comme agent de vicariance dans l'évolution des Macroscélides a mis en évidence une paraphylie de ce genre. Les résultats ont été vérifiés par une autre étude en 2016, laquelle a confirmé que le Macroscélide de Rozet était en réalité plus proche du Pétrodrome (Petrodromus) que des autres espèces de Elephantulus. Les auteurs ont proposé la création d'un nouveau genre, Petrosaltator, pour refléter ces conclusions.